# Altura (geometría)

Esquema elemental de posicionamiento espacial, consistente en un marco de referencia respecto a un origen dado.

La altura de un objeto o figura geométrica es una  longitud o una distancia de una dimensión geométrica, usualmente vertical o en la dirección de la gravedad. Este término también se utiliza para designar la coordenada vertical de la parte más elevada de un objeto.
Coloquialmente, el sustantivo «altura» puede ser reemplazado por «alto» (adjetivo sustantivizado), que la Real Academia Española acepta como vigesimotercera acepción en su Diccionario.

## Altura en el plano coordenado
En coordenadas cartesianas (x, y), en el plano, la altura se refiere a la distancia perpendicular al eje X, o la longitud o distancia entre un vértice y el lado opuesto (o su prolongación), denominado «base» si está en posición horizontal. La altura siempre es perpendicular a la base. Un triángulo tiene tres alturas diferentes respecto de sus tres lados y vértices.

## Altura en figuras geométricas planas
En el plano, la altura de una figura geométrica relativa a un lado, considerado como horizontal, es la distancia que hay desde el punto más alto de la figura hasta dicho lado.
- En un paralelogramo, la altura es la menor distancia entre lados paralelos.

- En un cuadrilátero con al menos dos lados paralelos, la altura es la menor distancia entre los dos lados paralelos.

### Altura de un triángulo
La altura de un triángulo respecto de un lado es el segmento perpendicular a dicho lado o a su prolongación y que pasa por el vértice opuesto, y por extensión, la longitud de dicho segmento.

#### Nomenclatura y magnitudes
- La intersección de la altura y el lado opuesto o prolongación en su caso se denomina «pie» de la altura.

- El triángulo que tiene como sus tres vértices, los pies respectivos de las alturas se llama  triángulo pedal

- Se considera también  altura de un triángulo a la distancia que hay entre un lado y el vértice opuesto.

- La magnitud de la altura sirve para calcular el área de un triángulo, la que se expresa : {\displaystyle A={\frac {b\cdot h}{2}}}, donde A es el área, b la base –la longitud del lado opuesto –, y h su altura correspondiente.

- Esta fórmula se puede demostrar, trazando un paralelogramo cuya área es el doble del área del triángulo, con la misma base. Se trazan una paralela a la base por el vértice opuesto a esta, y otra paralela a un lado que concurre al vértice ligado a tal altura.

#### Características y propiedades
En todo triángulo:
- Al menos una de las alturas se encuentra dentro del triángulo;
- La altura de mayor longitud es la correspondiente a la del lado menor del triángulo;
- Las tres alturas se cortan en un punto, llamado ortocentro del triángulo;
- La suma de las tres alturas de  todo triángulo es menor que el perímetro de este.[4]

#### Cálculo de las alturas de un triángulo
Para un triángulo ΔABC cualquiera, conociendo la longitud de sus lados (a, b, c), se pueden calcular las respectivas longitudes de las alturas (ha, hb, hc) aplicando las siguientes fórmulas:
- {\displaystyle h_{a}={\frac {\tau }{a}}}

- {\displaystyle h_{b}={\frac {\tau }{b}}}

- {\displaystyle h_{c}={\frac {\tau }{c}}}

Donde ha es la altura del lado a; hb , la del lado b; hc, la del lado  c y el término {\displaystyle \tau } es:
{\displaystyle \tau ={\frac {1}{2}}{\sqrt {(a+b-c)(a-b+c)(-a+b+c)(a+b+c)}}}
1. {\displaystyle h_{a}={\frac {2}{a}}{\sqrt {p(p-a)(p-b)(p-c)}}={\frac {\tau }{a}}};
2. {\displaystyle h_{b}={\frac {2}{b}}{\sqrt {p(p-a)(p-b)(p-c)}}={\frac {\tau }{b}}};
3. {\displaystyle h_{c}={\frac {2}{c}}{\sqrt {p(p-a)(p-b)(p-c)}}={\frac {\tau }{c}}} [5]

## Altura en tres dimensiones
La altura de un objeto o figura geométrica es una longitud o una distancia, usualmente vertical o en la dirección de la gravedad. Este término también se usa para designar la coordenada vertical de la parte más elevada de un objeto.
En coordenadas cartesianas (x, y, z), la altura de los volúmenes corresponde a la coordenada Z que es la que se sitúa perpendicular al suelo (vertical), normalmente, ya que X e Y son asignados a valores horizontales: anchura (o ancho) y longitud (o largo).

## Altura de sólidos
- La altura de una pirámide es la distancia del vértice al plano de la base. En el caso del tetraedro, que es un caso especial de pirámide, hay cuatro alturas; partiendo cada una de cada vértice.

## Altura en otros contextos
En simulación 3D
- El color verde representa al eje Z.
- En las Normal Maps (un sistema que simula superficies de detalle por medio de colores) la base azul representa el valor 0 (base). La X (±1) representa el color rojo, y la Y (±1) representa el azul, que da los valores de elevación (RGB)